# مارگو بالاسانیان
مارگو جالالی بالاسانیان (ارمنی: Մարգո Ջալալի Բալասանյան؛ انگلیسی: Margo Balassanyan ۲۶ دسامبر ۱۹۲۷ – ۱۰ ژوئیهٔ ۲۰۰۷) یک بازیگر تئاتر اهل ارمنستان بود. وی بین سال‌های - تا - میلادی فعالیت می‌کرد.

## زندگی‌نامه
وی در ۲۶ دسامبر ۱۹۲۷ در استپاناکرت به دنیا آمد و از آکادمی دولتی هنرهای زیبای ارمنستان (۱۹۴۹) فارغ‌التحصیل شد. وی از سال ۱۹۵۳ در تئاتر دراماتیک ارمنی دولتی استپاناکرت فعالیت می‌کرد. وی همچنین برندهٔ جوایزی همچون هنرمند مردمی ارمنستان شوروی (۱۹۷۸)، هنرمند مردمی جمهوری قره‌باغ کوهستانی (۲۰۰۰)، جایزه آرتاوازد (۱۹۹۸)، نشان مسروپ ماشتوتس جمهوری قره‌باغ کوهستانی (۲۰۰۳) و هنرمند مردمی آذربایجان شوروی (۱۹۷۳) شده است. وی در ۱۰ ژوئیهٔ ۲۰۰۷ در سن ۷۹ سالگی در استپاناکرت درگذشت.

## گزیده فیلمشناسی
| نام نمایش                | نویسنده             | نقش           |
| ------------------------ | ------------------- | ------------- |
| «ناموس»                  | آلکساندر شیروانزاده | سوسان         |
| «برای شرف»               | شیروانزاده          | مارگاریت      |
| «قربانی دیگر»            | گابریل سوندوکیان    | آنانی، سالومه |
| «روزان»                  | موراتسان            | روزان         |
| «واسا ژلزنووا»           | ماکسیم گورکی        | واسا ژلزنووا  |
| «از مادرت بگو»           | ولادیمیر گاگلویف    | گُسما          |
| «درختان ایستاده می‌میرند» | آلخاندرو کاسونا     | مادربزرگ      |
| «Առլեկինը արքա»          | دیوید ریکاردو       | ملکه          |

## یادداشت
1. ↑  Armenian Dramatic Theater of Stepanakert